# Uxama Argaela
Uxama Argaela es una ciudad celtíbero-romana. Ocupa el cerro del Castro, que mira a la actual ciudad de El Burgo de Osma - Ciudad de Osma, en la provincia de Soria, España.

## Historia

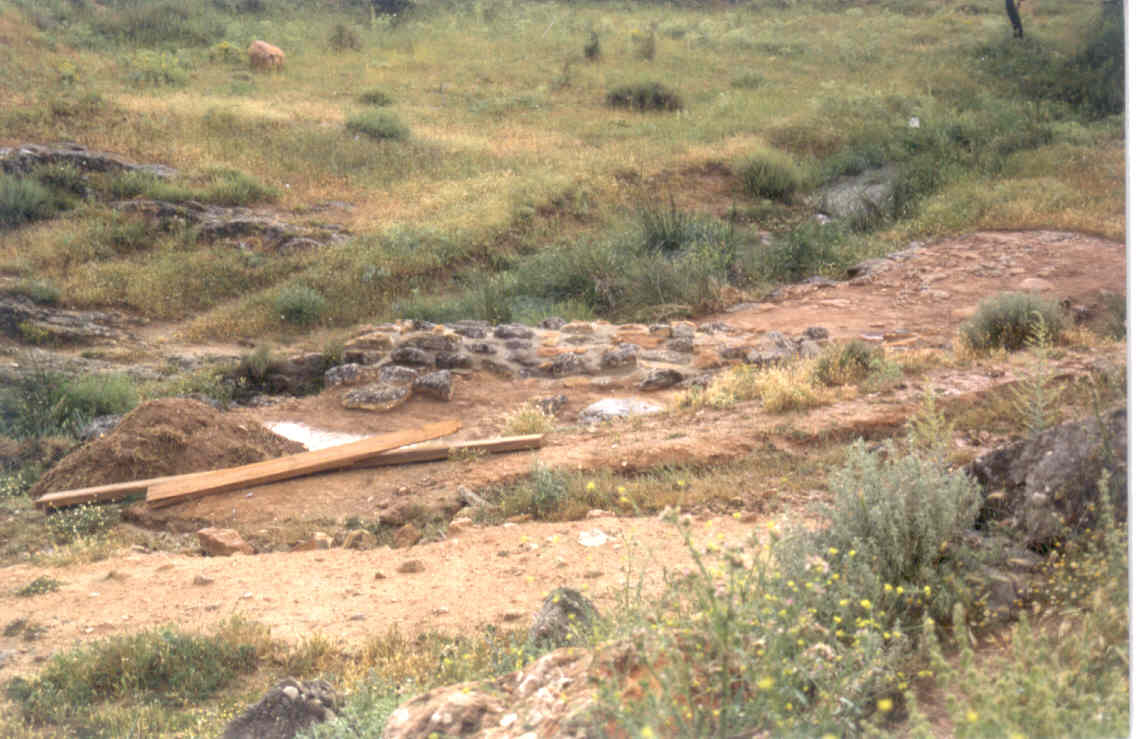
Calzada romana de Asturica Augusta a Tarraco por Clunia y Caesaraugusta a su paso cerca de Uxama Argaela

Como una más de las ciudades de los arévacos, participó activamente en las guerras celtibéricas (153-133 a. C.), siendo conquistada por Roma en el 99 a. C. Más tarde, apoyó la causa del rebelde romano contra su propia metrópoli, Quinto Sertorio, por lo que fue destruida por Pompeyo el Magno en el año 72 a. C., aunque fue reconstruida poco después.
Mencionada por Plinio el Viejo y por Ptolomeo, Uxama Argaela al igual que Tiermes fue adscrita al Convento Jurídico Cluniense (Provincia Hispania Citerior Tarraconensis) y, a partir de ese momento, comenzó a configurarse la ciudad hispanorromana, cuyo momento de mayor esplendor se sitúa entre los siglos I y II d. C. 
como una de las comunidades del conventus iuridicus Cluniensis de la provincia Hispania Citerior Tarraconensis, se convirtió en municipium bajo Tiberio, empezando un importante proceso de monumentalización, que consistió en la construcción de un pequeño foro, una serie de grandes mansiones urbanas, unas murallas y un verdadero barrio fabril a orillas del río Ucero, llegando a cubrir el espacio urbano y los arrabales unas 28 hectáreas.
Posteriormente aparece como una mansión (siglo III) de la importante calzada romana que unía Caesaraugusta (Zaragoza) y Asturica Augusta (Astorga, León) a través del valle del Duero.
En época de los visigodos en el siglo VI, los obispos, asisten a los Concilios de Toledo, con la conquista musulmana en el siglo VIII, aprovechando la vía romana que unía Tiermes con Uxama, fue abandonada hasta su posterior repoblación en 912.

## Hallazgos
Los hallazgos arqueológicos son numerosos e importantes, incluyendo inscripciones, monedas republicanas e imperiales, cerámicas, vidrios y objetos metálicos y un tiro de caballos de bronce.
Existe un "Museo de Uxama" modesto, abierto solamente en los meses de verano, a unos 2 kilómetros del antiguo castro, junto al km 212 de la N-122.
El yacimiento en cuestión, está bajo protección de la Consejería de Cultura de la Junta de Castilla y León, y todos los años se realiza una temporada de excavaciones estivales conjuntamente con el yacimiento de Tiermes - (Montejo de Tiermes).